# Азнавур, Шарль
Шарль Азнаву́р (фр. Charles Aznavour, з.-арм. Շարլ Ազնաւուր, при рождении — Шахну́р Вахина́г (Вахина́к) Азнавуря́н (з.-арм. Շահնուր Վաղինակ Ազնաւուրեան); 22 мая 1924, Париж, Франция — 1 октября 2018, Мурьес, Франция) — французский шансонье, композитор, поэт, писатель и актёр армянского происхождения. Национальный герой Армении (2004). Согласно совместному опросу журнала Time и телеканала CNN, Азнавур признан лучшим эстрадным исполнителем XX века, внесён в зал славы песенных авторов.
Азнавур написал около 1300 песен, сыграл в 60 фильмах и продал более 200 млн дисков.
С 5 мая 2009 года и до своей смерти являлся послом Армении в Швейцарии и постоянным представителем страны в штаб-квартире ООН. Последние 40 лет жизни прожил в Швейцарии. Был подвергнут критике во Франции за публичное заявление о недовольстве планами французского правительства ввести 75 % налог для людей, чьи доходы превышают 1 млн евро и за переезд в Швейцарию по этой причине.
До момента смерти продолжал активную концертную деятельность. За 85-летнюю карьеру Азнавур выпустил 294 альбома и провёл около 1100 концертов в 94 странах мира.

## Биография
Шарль Азнавур родился во Франции 22 мая 1924 года в семье этнических армян, эмигрантов из Грузии, приехавших во Францию в конце 1923 года. Отец, Мамикон Азнавурян, родился в 1897 году в Ахалцихе Тифлисской губернии Российской империи (дед Азнавура по отцовской линии, Мисак Азнавурян, был поваром губернатора в Тифлисе). Мать Азнавура, Кнар Багдасарян-Азнавурян, происходила из армянской купеческой семьи, жившей в Турции (г. Адапазары). При рождении получил имя Шахнур Азнавурян, однако это имя было его лишь час, поскольку знакомым удалось убедить его мать в том, что Шахнур — слишком трудно произносимое для французов имя, и сменить его имя на Шарль.
После того как семья Азнавура поселилась в Париже, они сняли небольшую квартирку на втором этаже дома номер 36 по рю Месье-ле-Пренс, в самом центре Латинского квартала. Во время Второй мировой войны в период немецкой оккупации Парижа вместе со своей сестрой Аидой укрыли несколько евреев от нацистского геноцида. За этот подвиг они были награждены в 2017 году медалью Рауля Валленберга.
Учился в детской артистической школе. Уже в 5 лет Шарль Азнавур дебютировал на сцене. Он играл на скрипке. С 5 лет пел и играл на сцене, а уже в 1936 году дебютировал в кино. Первоначально Азнавур выступал в дуэте с композитором Пьером Рошем. Обоих заметила Эдит Пиаф и в 1946 году Азнавур и Рош приняли участие в её турне по США. Как и Шарль, Пьер был молодым композитором и музыкантом — играл на пианино. Дуэт назвали «Рош и Азнавур». Чаще пел Рош, а вот голос Азнавура нравился далеко не всем. Бывало, что Шарля даже освистывали. Поэтому он больше писал музыку и стихи для песен, которые исполнял его напарник.
В середине 1950-х «маленький армянин» подобрал подходящий для его уникального голоса репертуар из своих же песен и отправился в тур по Северной Америке. Критики прохладно встретили певца, а вот простые люди оказались в плену этого необычного притягательного голоса. Песни Шарля в мгновение ока стали шлягерами. Спустя 3 года каждое выступление шансонье было событием. Его концерты проходили с неизменными аншлагами. Однако решительный прорыв на музыкальный олимп произошёл в конце 1956 года, после удачных концертов в Касабланке и Париже, где в известном зале «Олимпия» он несколько недель выступал три раза в день. В начале 1960-х годов Азнавур дал концерты в нью-йоркских залах «Carnegie Hall» и «Ambassador Hotel», а позже на фирме Фрэнка Синатры «Reprise Records» выпустил свой первый американский альбом. В 1964 году Азнавур выступает в Советском Союзе.
Азнавуром написаны песни, исполнявшиеся Рэем Чарльзом, Бобом Диланом, Лайзой Миннелли, Хулио Иглесиасом и другими великими исполнителями. Азнавур выступал в дуэте с Фрэнком Синатрой, Селин Дион, Лучано Паваротти, Пласидо Доминго, Патрисией Каас, Лайзой Миннелли, Элен Сегара и другими.
Азнавур — автор музыки к опереттам «Monsieur Carnaval» (1965), «Douchka» (соавт., 1973) и «Lotrek» (2004).
В числе всемирно известных песен Азнавура — «Богема» (фр. La Bohème), «Мама», «Вечная любовь», «Немодные радости», «Молодость», «Вчера ещё», «Изабелла», «Ностальгия», «Она», «Как говорят», «Аве Мария», «Нет, я ничего не забыл», «Я уже представлял», «Потому что», «Две гитары», «Унеси меня», «Надо уметь», «Умереть за любовь» и др.
В 2006 году 82-летний Азнавур отправился на Кубу, где вместе с Чучо Вальдесом написал альбом «Color Ma Vie», который был издан 19 февраля 2007 года. Мировая премьера новых песен состоялась в Москве, где 20 апреля 2007 года Азнавур дал единственный концерт.
В возрасте 90 лет Шарль Азнавур выступил в Москве, в Крокус Сити Холле, 22 апреля 2015 года. Двухчасовой концерт прошёл при полном аншлаге.
24 августа 2017 году Азнавур получил именную звезду на Голливудской аллее славы в категории «лучшее живое выступление». Его звезда стала 2618-й и находится рядом с театром Pantages, где в октябре 2016 года Азнавур выступал с концертом.
25 апреля 2018 года Шарль Азнавур был госпитализирован в Санкт-Петербурге, в связи с чем концерт был отменён и перенесён на 9 апреля 2019 года.
Шарль Азнавур скончался 1 октября 2018 года в Мурьесе на 95-м году жизни. Национальная церемония прощания с участием Президента Франции и Премьер-министра Армении прошла 5 октября в Доме инвалидов в Париже, отпевание — в армянской церкви Святого Иоанна. Похоронен в семейном склепе во французской коммуне Монфор-л’Амори в пригороде Парижа.

## Связь с Арменией
К 60-й годовщине геноцида армян Азнавуром и его постоянным соавтором Жоржем Гарваренцем была написана песня «Они пали» (1975). На армянскую тематику написаны также его песни «Автобиография», «Нежная Армения». Азнавур с дочерью Седой на армянском исполнил «Ашхарумс» Саят-Новы.
Связь Азнавура с его исторической родиной этим не исчерпывается: в 1988 году после землетрясения в Спитаке он основал благотворительную ассоциацию «Азнавур для Армении» и организовал несколько акций по сбору помощи пострадавшим, — в частности, около 90 французских певцов и актёров приняли участие в записи видеоклипа Pour toi Arménie. Азнавур — почётный посол Армении в ЮНЕСКО. Именем Азнавура названа площадь в Ереване, памятник ему установлен в армянском городе Гюмри. Национальный герой Республики Армения.
26 декабря 2008 года Шарль Азнавур стал гражданином Армении. Президент Серж Саргсян подписал указ о предоставлении гражданства не только Азнавуру, но и его импресарио Левону Саяну. День прощания с артистом был объявлен в Армении днём траура.

## Актёрская карьера
Азнавур также регулярно снимался в кино: он появлялся на экране примерно в 90 фильмах, сотрудничая с такими режиссёрами, как Рене Клер, Клод Шаброль, Клод Лелуш. Наиболее известные ленты с участием Азнавура — «Завещание Орфея» Жана Кокто (1960), «Стреляйте в пианиста» Франсуа Трюффо (1960), «Жестяной барабан» Фолькера Шлёндорфа (1979), а также — «Переход через Рейн» (1960), «Такси в Тобрук», «Гораций 62», «Дьявол и десять заповедей», «Париж в августе» (1966), «Кандай и последние искатели приключений» (Голливуд, 1969), «Время волков» (1970), «Да здравствует жизнь» (1984), «Париж» (многосерийная телепередача, 1985), детективный сериал «Китаец». В 1974 году Азнавур написал лейтмотив «She» (впоследствии — британский хит № 1) для телесериала «Семь лиц женщины».
В известном советском политическом детективе «Тегеран-43» (1981) звучит хит Азнавура и Гарваренца «Жизнь в любви». Особое место в актёрском творчестве Азнавура занимает фильм Атома Эгояна «Арарат» (2002), посвящённый геноциду армян в 1915 году.
Азнавур также участвовал в первом сезоне «Маппет-шоу».
- Из интервью газете «Русский базар»[19]:

Я никому не посвящаю свои песни. Ни Эдит Пиаф, ни моей жене, ни моим детям. Никогда… Мои песни — это другая часть моей жизни. Моя личная жизнь — это одно, а моя работа — другое.

## Семья
Первая жена (с 16 марта 1946 года по 1952 год) — Мишлин Рюгэль Фроментен (род. 1930), певица.
- Дочь — Седа (Патриция) Азнавур (род. 1947), французская певица и актриса. Живёт в Калифорнии, США.
  - Внучка — Лира (род. 1978)
  - Внук — Джейкоб (род. 1983)
- Сын — Шарль Азнавур младший (род. 1952)

Романтические отношения с танцовщицей кабаре Арлетт Борде:
- Внебрачный сын — Патрик Азнавур (1956—1981), умер от передозировки наркотиков.

Вторая жена (с 28 октября 1955 года по 1960 год) — Эвелин Плесси (1930—2008), французская певица.
Третья жена (с 11 января 1967 года по 2018 год) — Улла Торсель (род. 1944), родилась в Швеции.
- Дочь — Катя Азнавур (род. 1969), певица, часто сопровождала Шарля на гастролях как бэк-вокалистка. Замужем за продюсером Жаном-Рашидом Каллушем.
  - Внучка — Лейла
- Сын — Миша Азнавур (род. 1971), французский писатель, актёр, поэт, певец и музыкант. Постоянно проживает в Париже.
- Сын — Николя Азнавур (род. 1977), руководитель благотворительного фонда Шарля Азнавура. Невестка — Кристина Саркисян, генеральный директор благотворительного фонда Шарля Азнавура. Живут в Гюмри.
  - Внук — Мисак

Тётя — Арус Мисаковна Азнавурян (1904—1989), народная артистка Армянской ССР, актриса Ленинаканского драматического театра им. А. Мравяна (ныне Гюмрийский драматический театр им. Вардана Аджемяна).
Сестра — Аида Мамиконовна Азнавурян-Гарваренц (род. 1923), супруга композитора Жоржа Гарваренца.
Двоюродный брат — Майк Коннорс (1925—2017), американский актёр, лауреат премии «Золотой глобус» 1970 года за лучшую телевизионную мужскую роль.

## Награды и звания

### Французские

#### Государственные
- Орден Почётного легиона степени командора (31 декабря 2003)[22].
- Орден Почётного легиона степени офицера (28 марта 1997)[23].
- Орден Почётного легиона степени кавалера (9 февраля 1989)[23].
- Национальный орден «За заслуги» степени командора (14 ноября 2000)[24].
- Национальный орден «За заслуги» степени офицера (1986).
- Орден Искусств и литературы степени командора (1997).

#### Общественные
- Золотая медаль города Парижа[англ.] от мэрии Парижа (1968)[25].
- Большая медаль французской песни[англ.] от Французской академии (1995)[26]

### Иностранные
- Звание «Почётный гражданин Еревана» (Армения, 1996)[27].
- Звание «Почётный гражданин Гюмри» (Армения, 2001)[28].
- Звание «Национальный герой Армении» с вручением ордена Отечества[арм.] (Армения, 27 мая 2004)[29].
- Орден Святого Месропа Маштоца (Армения)[30]
- Орден Леопольда степени офицера (Бельгия, 2004)[31][32][33].
- Звание «Почётный гражданин Ахалцихе» (Грузия, 2005)[34][35].
- Орден Канады степени почётного офицера (Канада, 2008)[36][37][38].
- Национальный орден Квебека степени офицера (Канада, 2009)[39][40][41].
- Орден «Григор Лусаворич»[арм.] (НКР, 2009)[42].
- Почётный знак «За выдающийся вклад в укрепление культурных связей между Россией и Францией» (Россия, 2010)[43][44].
- Нагрудный знак МИД России «За вклад в международное сотрудничество» (Россия, 2014)[45].
- Орден Короны степени командора (Бельгия, 2015)[46][47][48].
- Медаль Валленберга от Международного фонда Рауля Валленберга[англ.] (Израиль, 2017, совместно с сестрой Аидой Азнавур)[49][50][51].
- Орден Восходящего солнца с Золотыми лучами с розеткой (Япония, 2018)[52][53][54].

### Творческие
- Премия Эдисона[англ.] (1963, 1971, 1980).
- Премия «Золотой лев» от Венецианского кинофестиваля (1971).
- Премия «Grand Prix du Disque[англ.]» от Академии Шарля Кро[англ.] (1973).
- Включён в «Зал славы авторов песен» (1996)[55].
- Премия «Victoires de la musique» в категории «лучший певец года[фр.]» (1997)[56].
- Почётная премия «Сезар» от Академии искусств и технологий кинематографа (1997)[57].
- Приз «Параджановский талер» (2013, Ереванский кинофестиваль).
- Специальный приз имени Рубена Мамуляна за вклад в развитие мирового кино (2014, кинопремия «Айак»)[58].
- Звезда на Голливудской «Аллее славы» в категории «живое выступление» (2017)[59].
- Международная профессиональная музыкальная премия «BraVo» за вклад в музыкальную культуру (посмертно, 2019)[60].

## Избранная фильмография
| Год       |   | Русское название          | Оригинальное название              | Роль                        |
| --------- | - | ------------------------- | ---------------------------------- | --------------------------- |
| 1958      | ф | Головой об стену          | La Tête contre les murs            | Эртувен                     |
| 1959      | ф | О, что за мамбо!          | Oh ! Qué mambo                     | камео                       |
| 1960      | ф | Завещание Орфея           | Le Testament d’Orphée              | любопытный человек          |
| 1960      | ф | Стреляйте в пианиста      | Tirez sur le Pianiste              | Шарли Колер / Эдвард Сароян |
| 1960      | ф | Переход через Рейн        | Le Passage du Rhin                 | Роже Перрен                 |
| 1960      | ф | Такси в Тобрук            | Un Taxi pour Tobrouk               | Самуэль Гольдман            |
| 1962      | ф | Дьявол и десять заповедей | Le Diable et les Dix Commandements | Дени Майе, брат Катрины     |
| 1963      | ф | Ищите кумира              | Cherchez l’idole                   | камео                       |
| 1968      | ф | Сладкоежка                | Candy                              | горбун                      |
| 1971      | ф | Львиная доля              | La Part des lions                  | Эрик                        |
| 1974      | ф | Десять маленьких индейцев | Ten little indians                 | Равен                       |
| 1976      | ф | Небесные наездники        | Sky Riders                         | инспектор Николиди          |
| 1979      | ф | Жестяной барабан          | Die Blechtrommel                   | Сигизмунд Маркус            |
| 1982      | ф | Волшебная гора            | La Montagne magique                | Нафта                       |
| 1982      | ф | Призраки шляпника         | Les Fantômes du chapelier          | Кахудас                     |
| 1982      | ф | От кого бежит Давид?      | Qu’est-ce qui fait courir David?   | Леон                        |
| 1983      | ф | Эдит и Марсель            | Édith et Marcel                    | камео, в титрах не указан   |
| 1987      | ф | Гвоздоед                  | Mangeclous                         | Жереми                      |
| 1987—1992 | с | Китаец                    | Le Chinois                         | Шарль Котрель               |
| 2002      | ф | Арарат                    | Ararat                             | Эдвард Сароян               |
| 2004      | ф | Отец Горио                | Le Père Goriot                     | Жан-Йоахим Горио            |

| 1963 | ф | Американская крыса[fr] | Le Rat d’Amérique |

## Автобиографии

### Книги
- Азнавур об Азнавуре (1970)
- «Прошлое и будущее» (2004)
- «Громким шёпотом. Автобиография» (2015)

### Фильмы
- «Шарль Азнавур, Армения 1989», режиссёр Левон Мкртчян
- «Месье Азнавур» (фр. Monsieur Aznavour) — французский биографический фильм режиссёров Grand Corps Malade и Мехди Идира. Главную роль исполнил Тахар Рахим. Премьера фильма состоялась 23 октября 2024 года[61].

### Песни
- «La Bohème»[62]

## Память
Памятная медаль Ленинградского монетного двора 1991 года (прижизненная). Медальер Адамян А. Х. Бронза, диаметр медали 65 мм
03 октября 2021 года на аллее Панфилова города Батайска Ростовской области появился постамент с бюстом Шарля Азнавура. Торжественное открытие было отложено из-за ограничений по эпидемиологической обстановке.
Гуманитарная иницитива «Аврора» учредила стипендию в память об Азнавуре, которая будет выдаваться на обучение в колледже UWC Dilijan в Армении, а также будет ежегодно вручаться студентам из Франции и франкоязычных стран.
Во Франции в мае 2024 года выпущена марка в честь Шарля Азнавура в связи со 100-летием певца. Тираж составил около 600 000 штук. Автор изображения — вьетнамский художник Хом Нгуен, а в основе его работы фотография Азнавура, сделанная известным французско-армянским фотографом Роже Каспаряном.
- Почтовая марка Армении (2018)
- Почтовая марка Арцаха (2018)
- Марка посвящённая 100-летию Шарля Азнавура (Франция)
- Шарль Азнавур вручает награду лауреату «Авроры» Тому Катене

### Комментарии
1. ↑  Имя «Вах/гинаг» ([[vɑʁenɑ́ɡ]]) является западноармянской формой армянского имени Վաղինակ (произносится как Вагинак в восточноармянском)